# Kymella articulata
Kymella articulata is een mosdiertjessoort uit de familie van de Buffonellidae. De wetenschappelijke naam van de soort is voor het eerst geldig gepubliceerd in 2002 door Gontar.